# Lautsi vs. Itália

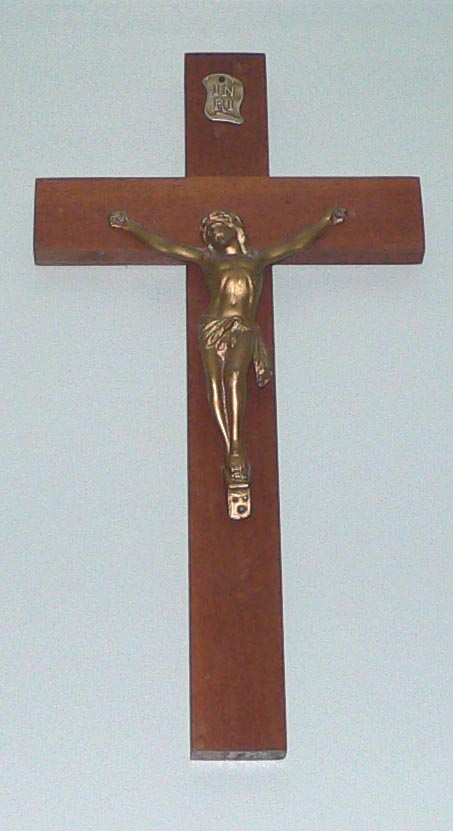
A exposição de crucifixos em salas de aula e outros locais públicos da Itália é comum.

A frase Lautsi vs. Itália se refere a uma grande polêmica ocorrida na Itália com relação à presença de crucifixos em salas de aula.
O Tribunal Europeu de Direitos Humanos (TEDH), em 3 de novembro de 2009, determinou que a exposição de crucifixos nas salas de aula é "uma violação do direito dos pais de educar seus filhos de acordo suas convicções e o direito dos estudantes à liberdade de religião". Por não ter o poder de forçar a retirada de crucifixos de escolas italianas e europeias, o Tribunal condenou a Itália a uma multa de 5.000 euros à requerente por danos morais.
O julgamento final de 18 de março de 2011, em seguida, revogou a decisão em primeira instância. Os juízes do TEDH aceitaram a tese segundo a qual não há nenhuma evidência que prove qualquer influência da exibição do crucifixo aos alunos. A decisão foi aprovada com 15 votos a favor e dois contra.
A laicidade não é a ausência de símbolos religiosos, mas sim a capacidade de recebê-los e apoiá-los.—  Monsenhor Vincenzo Paglia, presidente da Comissão Episcopal Italiana para o Ecumenismo e Diálogo Inter-religioso.

## Contexto
Em 2002, Soile Tuulikki Lautsi, cidadã italiana de origem finlandesa, foi à direção da escola "Vittorino da Feltre", em Abano Terme (Província de Pádua), frequentada por crianças, pedir remoção dos crucifixos das salas de aula. O pedido foi recusado e recorreu a um tribunal de Veneto (TAR). Este último, em 2004, julgando a questão como não aparentemente infundada, foi decidido levar a questão ao Tribunal Constitucional.
O Tribunal Constitucional, por sua vez, pelo Despacho 189 de 2004, declarou-se incapaz de discutir o caso,  declarando a inadmissibilidade manifesta da questão de constitucionalidade: "O Tribunal não intervir no assunto, mas simplesmente para dizer que o TAR errado para pedir uma decisão de legitimidade, porque não há uma lei que exige o crucifixo."
O TAR de Veneto se pronunciou, negando o provimento ao recurso de Lautsi, alegando entre outras coisas como "na realidade social atual, o crucifixo deve ser considerado não apenas como um símbolo da evolução histórica e cultural e, portanto, da identidade do nosso povo, mas também como um símbolo de um sistema de valores da liberdade, da igualdade, da dignidade humana e da tolerância religiosa e, portanto, também do estado secular, esses princípios que inervam nossa Constituição".
Mais tarde, em 13 de abril de 2006, também o Conselho de Estado decidiu em favor da exposição do crucifixo.

## A primeira instância do julgamento do TEDH
A sentença foi pronunciada por unanimidade e estabeleceu os motivos que a violação do artigo 2 do Protocolo n.º 1 e do artigo 9º da Convenção. No comunicado de imprensa, o TEDH declarou:
A presença do crucifixo, que é impossível não notar nas salas de aula, poderia facilmente ser interpretada por alunos de todas as idades como um símbolo religioso, o que poderia ocorrer de modo a ser educados em um ambiente escolar que tem a marca de uma determinada religião. 
Tudo isso pode ser encorajador para os alunos religiosos, mas irritante para indivíduos que praticam outras religiões, particularmente se eles pertencem a minorias religiosas, ou que são ateus. 
O Tribunal de Justiça não é capaz de compreender como a exposição, nas classes de escolas públicas, de um símbolo que possa ser razoavelmente associados com catolicismo, pode servir o pluralismo educativo, que é essencial para a preservação de uma sociedade democrática como foi concebido pelo poder do Convenção Europeia dos Direitos Humanos, um pluralismo que é reconhecido pelo Corte Constitucional da República Italiana. 
A exposição requerida de um símbolo de uma determinada confissão em lugares que são utilizadas pelas autoridades públicas e, especialmente, nas salas de aula, restringe o direito dos pais de educar seus filhos de acordo com suas próprias convicções e ao direito das crianças a ter ou não uma crença—  Acórdão do Tribunal

## Reações

### Do Governo italiano
O Governo de Silvio Berlusconi reagiu imediatamente.:

O crucifixo permanecerá nas salas de aula. [A decisão] Não é respeitosa com a realidade: toda a Europa e, em particular, a Itália não obriga ninguém ser cristão. Quando eu era presidente do Conselho Europeu, liderei uma batalha para introduzir na Constituição as raízes judaico-cristãs, mas leigos e países seculares como Chirac, da França, se opuseram e, conforme a necessidade da unanimidade, não foi possível apresentá-los. Se há uma coisa em que até mesmo um ateu pode concordar é que esta é a nossa história. Há oito países da Europa que têm a cruz em suas bandeiras... O que eles deveriam fazer, mudar a sua bandeira?— Silvio Berlusconi
Ministros do governo Berlusconi também reagiram negativamente e com indignação. Vários se manifestaram, como Angelino Alfano, ministro da justiça, que disse "estar desconcertado".

Ninguém, nem sequer uma corte europeia ideologizada, conseguirá apagar nossa identidade!—  Mariastella Gelmini, ministra da educação
A corte europeia pisoteou nossos direitos, nossa cultura e nossos valores, [...] os crucifixos permanecerão nas paredes de nossas salas de aula.—  Roberto Calderoli, ministro para a Simplificação
Sentença abstrata e falsamente democrática.—  Luca Zaia, ministro da Agricultura
Todas as cruzes devem permanecer penduradas, e os opositores da cruz que morram, juntamente com essas instituições aparentemente internacionais!”— 
Ignazio La Russa, Ministro da Defesa
O então senador, Umberto Bossi, declarou que "a decisão sobre o crucifixo é besteira". As críticas do governo à decisão foram reforçadas, ainda que em menor grau, pela oposição, incluindo o Partido Democrático, que afirmou que "uma antiga tradição como o crucifixo não pode ser ofensivo a ninguém", de acordo com o secretário Giovanni Bersani e do Itália dos Valores. O apoio à decisão do Tribunal veio dos Radicais Italianos, Esquerda e Liberdade, Federação da Esquerda e Federação dos Verdes.
O que eu posso dizer é que o crucifixo não é um símbolo de qualquer religião, mas é o símbolo da nossa identidade. Quem nega isso revela-se contra o sentimento de nossos povos. [...] Sinceramente eu não entendo as razões legais. Porque você quer impor um modelo de sociedade na mesa, sem identidade ou valores, então não reclame se algumas instituições europeias são percebidas como fora da realidade.— 
Roberto Cota, presidente da Liga do Norte do Vale d'Aosta

### De autoridades municipais e cidadãos
Por toda a Itália espalharam-se campanhas para a colocação de mais crucifixos em locais públicos, especialmente nas salas de aula que ainda não o possuíam. Dentre outros, lista-se a reação de muitos prefeitos de municípios italianos e de personalidades que decidiram desafiar o TEDH:
- Maurizio Zoccarato, prefeito de Sanremo, no noroeste do país, colocou uma cruz de dois metros no prédio da prefeitura e convidou todos os diretores de escolas a afixarem cruzes nas salas de aula.
- Na cidade de Busto Arsizio, próxima a Milão, a administração municipal hasteou a meio mastro as bandeiras da União Europeia nos prédios oficiais.
- Um crucifixo foi instalado diante da fachada do Teatro Massimo Bellini de Catania, na Sicília. A decisão foi do superintendente do Teatro, Antonio Fiumefreddo. Ele declarou: "fique claro que nós não pretendemos esconder nossa Fé nem tirá-la dos muros, pelo contrário queremos nos mostrar orgulhosos dela". Essa iniciativa acabou sendo criticada pelo vice-pároco da igreja de São Pedro e São Paulo de Catania, Salvatore Resca, um dos poucos que foi contrário à colocação das cruzes. O sacerdote foi aplaudido pela União dos ateus e agnósticos racionalistas.
- A cidade de Sassuolo, localizada na Província de Módena, encomendou cinquenta novos crucifixos, e requisitado que as escolas municipais os pendurassem em todas as salas de aula em que ainda não houvesse algum.
- Em Montegrotto Terme, na Província de Pádua, instalou placas de neon com anúncios escritos: "Noi non lo togliamo" (em português:  Nós não o tiramos).
- O prefeito de Treviso, no noroeste, declarou: “Encontramo-nos no reino da demência, essa é uma decisão, que clama por vingança. O tribunal deve processar a si mesmo pelo crime que cometeu!”.
- O prefeito de Assis sugeriu que além dos crucifixos fossem colocados também presépios nas salas de aula. Isso deve-se ao fato do santo símbolo do município, São Francisco de Assis, ter sido o entronizador dessa tradição natalina.
- O prefeito da cidade de Trieste afrimou que não retiraria nenhum crucifixo de nenhuma sala de aula de escolas municipais.
- A Câmara de Comércio de Roma (abreviada por Confcommercio), pediu às lojas associadas que pendurassem crucifixos em suas dependências.
- Já na comunidade Abano Terme – local em que reside Soile Lautsi, a finlandesa responsável pela ação judicial – houve protestos em frente das escolas a favor da manutenção das cruzes.
- A própria União dos ateus e agnósticos racionalistas afirmou que Massimo Bitonci, prefeito de Cittadella, teria aconselhado o prefeito de Abano Terme a revogar a licença de residência da família de Soile Lautsi, devido à revolta em Citadella contra a finlandesa. "Se estas pessoas tivessem que passar por Cittadella poderiam encontrar suas fotos coladas nas paredes com a palavra 'Wanted' (Procurados)".
- O prefeito de Galzignano Terme, em Pádua, Riccardo Roman, ordenou colocação imediata de cruzes em todos os edifícios públicos – não somente escolas, mas também na sede da prefeitura e nos museus. Roman deu um prazo de duas semanas para que a ordem fosse executada. Após duas semanas a polícia iria conferir se as cruzes haviam sido colocadas, havendo penalização de 500 euros a quem não obedecesse a decisão
- No sul da Toscana, o prefeito de Scarlino, Maurizio Bizzarri, impôs uma multa de 500 euros para aqueles que acatassem a decisão do TEDH, e retirassem as cruzes de qualquer prédio público.
- Em Trápani, capital da província homônima, na Sicília, o governador provinciano e seu assessor encomendaram 72 cruzes com recursos próprios para escolas.
- Já na cidade de Nápoles uma pichação dizia: "Se você arrancar a cruz, eu arranco a tua mão!".
- Em Varese, um empreiteiro fixou no pátio de sua fazenda uma cruz de seis metros de altura e três de largura, como forma de demonstrar sua indignação.

### De grupos religiosos

#### Igreja Católica
Entre os grupos religiosos, a decisão foi lamentada pela Conferência Episcopal Italiana e por Tarcisio Bertone, Secretário de Estado do Vaticano:

A Santa Sé não pode, e nem quer interferir nas decisões da Corte de Estrasbrugo. [...] A estupidez da sentença é agravada pelo desconhecimento dos valores do cristianismo. Os juízes, para serem coerentes, terão que banir campanários, catedrais, mosteiros, capelas e tudo aquilo que em locais públicos apresenta o sinal da cruz para as crianças; e o próprio ensino da língua, da história e da filosofia italiana é impossível sem a referência à cruz. São Francisco, Dante e Manzoni, para citar alguns dos maiores referenciais da língua italiana, deveriam ser censurados nos livros de texto. Por fim, o diário pergunta se não seria o caso de “fechar o manicômio de Estrasburgo”, sede do tribunal. A conclusão sem dúvida reflete a vigorosa oposição suscitada pelo acórdão, mas não vai ao fundo do problema.—  Tarcisio Bertone – Secretário de Estado do Vaticano

#### Igrejas Ortodoxas
A Igreja Ortodoxa Grega também se opôs à proibição dos crucifixos, e afirmou que quer ver os cristãos em toda a Europa se unirem em oposição à decisão. O chefe da Igreja Grega, arcebispo Jerônimo II, ecoou o clamor da Igreja Católica italiana, e disse que o TEDH ignorou o papel do cristianismo na história e desenvolvimento da Europa. Ele argumentou que as maiorias, e não apenas as minorias, têm direitos. A Igreja Ortodoxa chegou a realizar um sínodo de emergência, a fim de elaborar um plano de ação contra a proibição, que teme poderia desencadear decisões semelhantes em relação a exibição pública de símbolos cristãos em outros países europeus.

#### Outros grupos
Contudo, a reação das denominações protestantes da Itália foi amplamente positiva, em nome do secularismo e o princípio de uma clara separação entre Igreja e Estado..
Também a União das Comunidades Judaicas Italianas (UCEI) saudou o acórdão do Tribunal.
As principais organizações muçulmanas do país não tomaram uma posição sobre o assunto. Só Adel Smith, presidente da pequena União Muçulmana da Itália já havia sido protagonista de ações contra a presença do crucifixo em lugares públicos no passado, disse que o governo italiano já deveria esperar por essa decisão.
As associações de ateus e agnósticos, incluindo a UAAR, saudaram a decisão de primeiro grau como um grande sucesso para a secularidade.

### Internacionais

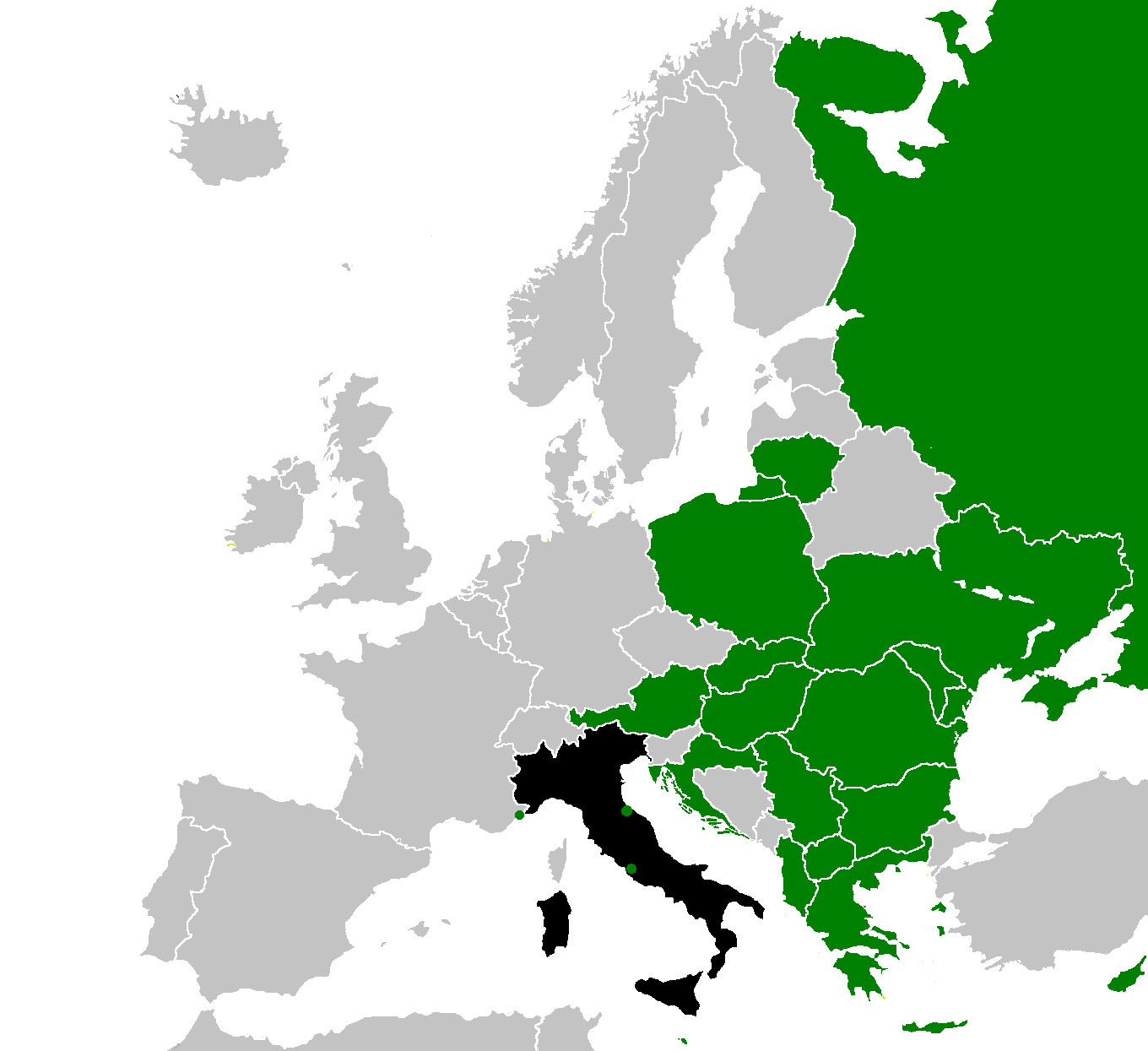
Mapa que mostra a repercussão europeia acerca polêmica da decisão de retirada dos crucifixos.
Itália
Países que apoiaram a manutenção dos crucifixos nas salas de aula

Vinte e um países apoiaram publicamente a manutenção dos crucifixos na salas de aula italianas, opondo-se à restrição da liberdade religiosa do TEDH:
| - Albânia - Armênia - Áustria - Bulgária - Chipre - Croácia - Eslováquia - Grécia - Hungria - Lituânia - Macedônia | - Malta - Moldávia - Mônaco - Polônia - Romênia - Rússia - San Marino - Sérvia - Ucrânia - Vaticano |

## O julgamento final
Diante da enorme repercussão, e das proporções que o caso tomou por todo o território italiano e europeu, a sentença definitiva da Alta Câmara, de 18 de março de 2011, anulou a sentença da primeira instância. Os juízes do Tribunal Europeu dos Direitos Humanos aceitaram a tese segundo a qual não há nenhuma evidência para provar qualquer influência sobre os alunos exibição do crucifixo nas salas de aula. A decisão afirma que a exposição do crucifixo não é uma violação dos direitos de ensino e educação das crianças garantidos pela TEDH, afirmando:

Nada prova a possível influência que a exibição de um símbolo religioso nas paredes das salas de aula poderia ter sobre os alunos, portanto, é razoável supor que não tem efeito sobre os jovens cujas crenças estão em formação.—  TEDH
O Tribunal considerou que na Itália a escola pública não impõe, essencialmente qualquer tipo de doutrinação religiosa. Com isso, fecha a questão, afirmando que "ao decidir manter os crucifixos nas salas de aula de escolas públicas frequentadas pelos filhos da requerente, o Estado italiano respeita o direito dos pais a assegurar aquela educação e ensino isto de acordo com as suas convicções religiosas e filosóficas". A decisão foi aprovada com 15 votos a favor e dois contrários. A decisão foi definitiva, sem possibilidade de se recorrer e vale para os 47 estados membros.